# ジョコ・ザイコフ
ジョコ・ザイコフ（マケドニア語: Ѓоко Зајков、1995年2月10日 - ）は、北マケドニアのサッカー選手。北マケドニア代表。ポジションはDF。

## クラブ歴
ウドヴォ出身の家族のもと、スコピエで生まれ、FKラボトニツキの下部組織で育った。2012年夏にトップチームに昇格し、17歳にして最優秀ディフェンダーに輝いた。
2014年6月23日にリーグ・アンのスタッド・レンヌに3年契約で加入。しかし、トップチームでの出場機会はクープ・ドゥ・ラ・リーグの1試合に止まった。そのため2015年夏にシャルルロワSCにレンタル移籍すると、翌年完全移籍をした。

## 代表歴
U-19代表、U-21代表としての出場歴もあり、U-21代表としてはUEFA U-21欧州選手権2017のメンバーに選ばれた。
A代表初出場は2016年6月2日に行われたイラン代表との親善試合であった。

## タイトル
ラボトニツキ
- プルヴァ・マケドンスカ・フドバルスカ・リーガ: 2013-14
- マケドニアカップ: 2013-14